# Пузырев, Евгений Александрович
Евгений Александрович Пузырев (род. 8 декабря 1877; Пермь, Российская империя — 2 мая 1900; Пермь, Российская империя) — российский революционер, участник революционного движения. Один из создателей первой в Перми социал-демократической организации.

## Биография
Родился 8 декабря 1877 года в Перми в семье чиновника.
Учился в Пермской мужской гимназии, которую окончил в 1896 году. В этом же году уехал в Санкт-Петербург, где поступил в Петербургскую военно-медицинскую академию, но после того, как не смог дальше обучаться по причине личной болезни, Пузырев вернулся к себе на родину в Пермь. Так же поступал на юридический факультет Петербургского университета.
В 1898 году в его квартире начались обыски. По итогам чего Пузырева изобличают как члена «Союза борьбы за освобождение рабочего класса» и помещают молодого человека в тюрьму. В этом же году по приказу, Пузырев был сослан в административном порядке под особый надзор милиции по месту жительства родителей в город Пермь. В городе при его участии была сформирована социал-демократическая организация «Пермская группа освобождения рабочего класса», на базе которой вследствие появился Пермский комитет РСДРП.
Ушёл из жизни 2 июня 1900 года в пермской тюрьме от туберкулёза. Похоронен на Егошихинском кладбище.

## Оценочные мнения
Одна из активных пермских социал-демократок Е. В. Савельева-Безрукова в своих воспоминаниях писала :
«Сильной личностью в первый период социал-демократической работы в Перми был Женя Пузырев... Он и тогда уже был твердым марксистом, ведя среди нашей молодежи кружок по изучению марксизма и занимаясь с рабочими-одиночками по политэкономии. Женя пользовался среди нас необычайной любовью и уважением. Когда врачи определили, что его спасти может только юг, солнце Крыма, то вся наша организация убила массу сил, чтобы достать ему от губернатора разрешение туда поехать. Жандармы не пустили умирающего Женю в Крым, где были царские дачи, а дали ему возможность уехать только в Геленджик (восточный берег Черного моря). Но спасти его не удалось». 

## Память
- В честь него названа улица Перми, расположенная в Орджоникидзевском районе в микрорайоне Голованово.